# اچیچانگ
اچیچانگ (به لاتین: Achitchaung) در میانمار است که در ایالت راخین واقع شده‌است.